# World Series of Poker
World Series of Poker (укр. Світова серія покеру; традиційно вживають абревіатуру WSOP) — найпрестижніша серія покерних турнірів у світі. Світова серія проводиться щороку в Лас-Вегасі, триває понад місяць і складається з більш ніж 50 турнірів з різними внесками, що охоплюють всі основні різновиди покеру. Переможець кожного з турнірів нагороджується золотим браслетом. Кожна серія завершується «головним турніром» (англ. Main Event) з внеском 10 000 доларів США.

## Історія
Турнір вперше офіційно відбувся 1970 року. Тоді він тривав лише тиждень; участь у першій Світовій серії покеру взяли лише 7 гравців; переможцем серії, за рішенням загального голосування, визнали Джонні Мосса.
1971 року головний турнір став таким, яким він є тепер — турнір з безлімітного холдему з вступним внеском 10000 доларів США (1971 року внесок був удвічі меншим).
Кількість учасників з часом значно зросла: 1971 року в головному турнірі взяли участь лише 6 гравців, 2006 — 8773; з 2007 року кількість учасників знизилась через політику США з приводу азартних ігор — 6358 учасників 2007, 6865 — 2011.
Суми призових у турнірах прямо залежать від кількості учасників; оскільки призовий фонд формується з вступних внесків учасників (за вирахуванням комісії), а розподіл призів нелінійний, то чим більшим є число учасників, тим більше одержує переможець. 1990 року переможець головного турніру одержав 895 тисяч доларів, у 2006 — 12 мільйонів доларів.